# Turdus ravidus
Turdus ravidus е изчезнал вид птица от семейство Turdidae.

## Разпространение
Видът е разпространен в Кайманови острови.